# Schefflera attenuata
Schefflera attenuata là một loài thực vật có hoa trong Họ Cuồng cuồng. Loài này được (Sw.) Frodin miêu tả khoa học đầu tiên năm 1989.